# Dzielińcze
Dzielińcze (ukr. Дзеленці) – wieś w rejonie wołoczyskim obwodu chmielnickiego na Ukrainie.

## Pałac
- pałac wybudowany w latach 1832–1833 przez Dawida Bilińskiego. Dwukondygnacyjny obiekt wzniesiony w stylu wilii włoskiej posiadał cechy klasycystyczne[1].